# Hruba Turnia
Hruba Turnia (słow. Hrubá veža, niem. Dicker Turm, węg. Vastagtorony, 2089 m n.p.m.) – odosobniona, wybitna turnia rozdzielająca Dolinę Świstową i Dolinę Litworową w słowackiej części Tatr Wysokich. Od Wielickiego Szczytu oddzielona jest głęboko wciętą Litworową Przehybą, przez którą przechodzi znakowany niebiesko szlak turystyczny prowadzący z Łysej Polany przez Dolinę Białej Wody na Rohatkę.
Hruba Turnia jest turnią dwuwierzchołkową, jej południowo-wschodni wierzchołek (2089 m) jest nieco wyższy od mało wybitnego wierzchołka północno-zachodniego (2083 m).
W kierunku północno-zachodnim wysyła długą grań, w której znajduje się szereg podrzędnych obiektów (od Hrubej Turni na północny zachód):
- Hruba Przełęcz,
- Troista Turnia,
- Troista Przełączka,
- Zadnia Hruba Czuba,
- Zadnia Hruba Ławka,
- Pośrednia Hruba Czuba,
- Pośrednia Hruba Ławka,
- Skrajna Hruba Czuba,
- Skrajna Hruba Ławka,
- Hruby Róg.

Hruby Róg jest wierzchołkiem zwornikowym, na nim grań rozchodzi się na południowy i północny zachód. W odnodze północno-zachodniej położone są Hrube Wrótka i Dwojaki. 
Nieco na wschód od głównego wierzchołka Hrubej Turni odgałęzia się krótka grań północno-wschodnia o charakterze grzędy, ze Świstową Kopką, oddzieloną od szczytu Świstowym Przechodem.
Z kolei w grani odchodzącej z Hrubej Turni na południowy wschód znajdują się Wyżnia, Niżnia i Zadnia Litworowa Przehyba oraz Zmarzła Przehyba. Kontynuacją tej grani jest niewybitny grzbiet wznoszący się ku Dzikiej Turni.
Na wierzchołek Hrubej Turni nie prowadzą żadne znakowane szlaki turystyczne, jest dostępna jedynie dla taterników. Dla nich najciekawszą i najtrudniejszą jest jej południowa ściana opadająca w kierunku Doliny Litworowej. Ma ona ok. 200 m wysokości, jej urwiskami poprowadzonych jest kilka interesujących dróg wspinaczkowych.
Nazwa Hrubej Turni i innych obiektów w jej masywie pochodzi od masywnego kształtu. Pierwsze pomiary wysokości turni zostały wykonane w latach 1895-1897 w ramach kartowania austriackiego, dały one wynik 2096 m. W publikacjach z II połowy XX wieku podawano jedną z dwóch wartości: 2091 lub 2086 m. Najnowsze pomiary lidarowe z 2018 roku określiły wysokość wierzchołka na 2089,4 m.

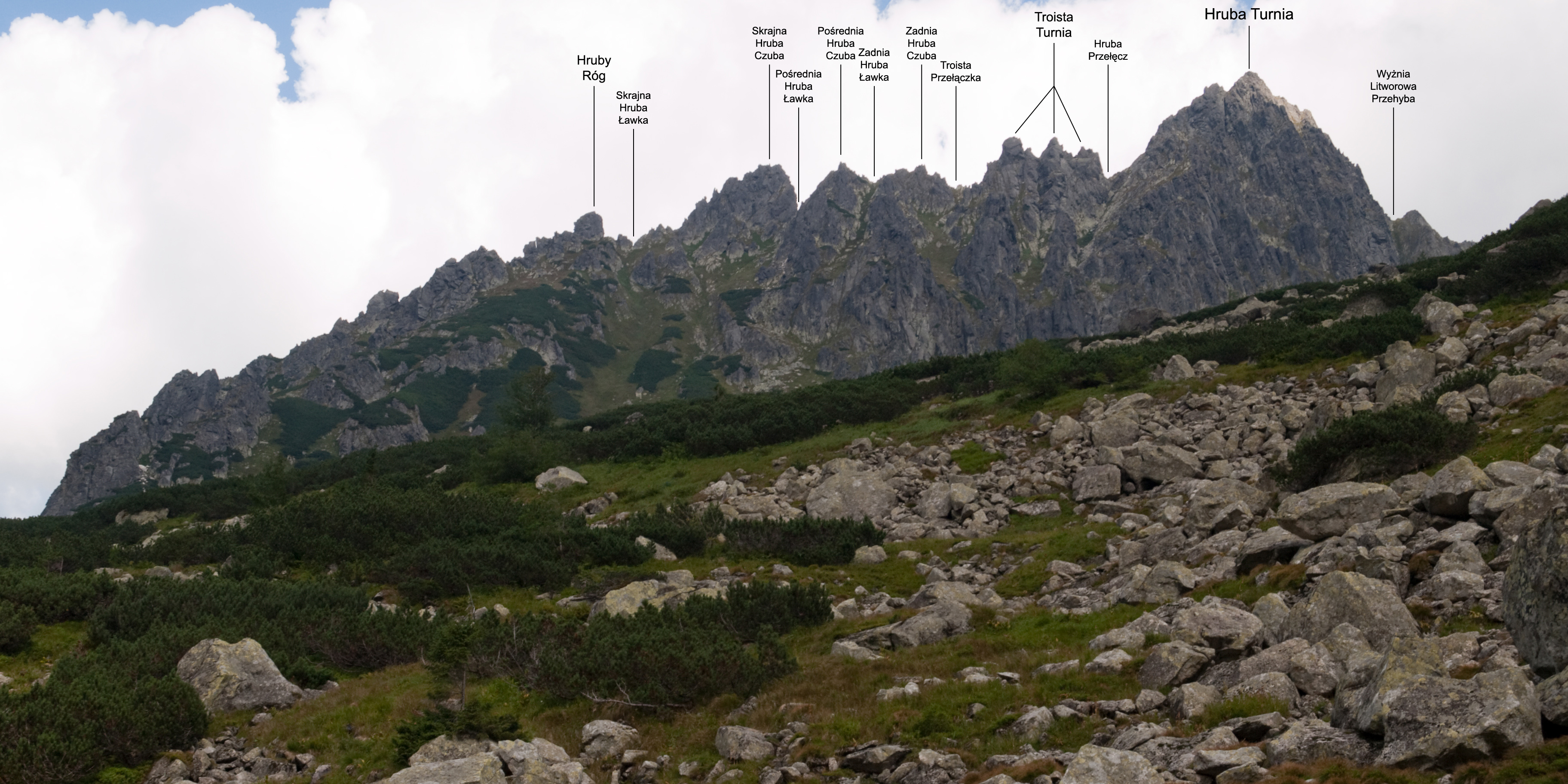
Północno-zachodnia grań Hrubej Turni – widok z Doliny Kaczej
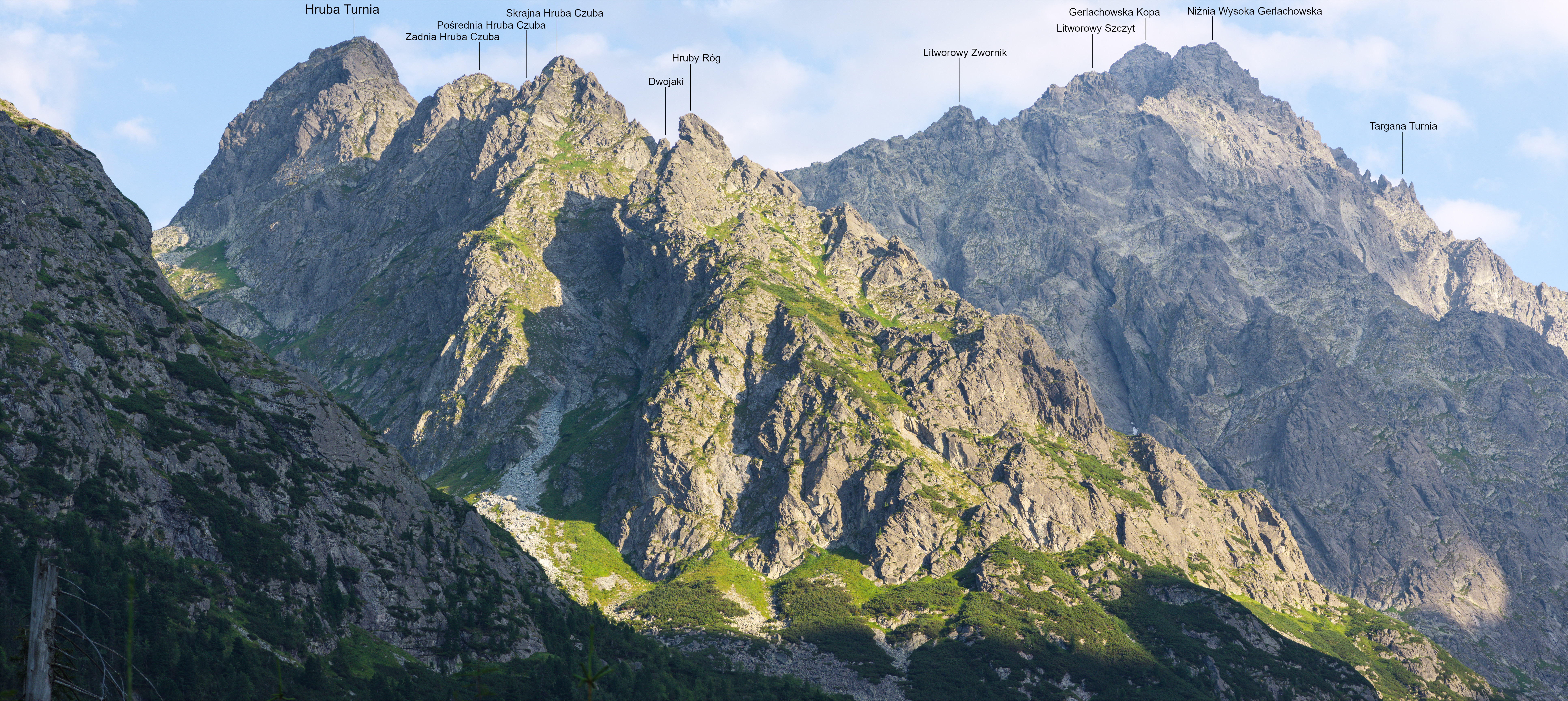
Północno-zachodnia grań Hrubej Turni – widok z Doliny Białej Wody

## Historia
Pierwsze odnotowane wejścia taternickie:
- Zygmunt Klemensiewicz, Roman Kordys i Jerzy Maślanka, 17 lipca 1906 r. – letnie,
- Zofia Krókowska, Jerzy Krókowski i Marian Sokołowski, 1 lutego 1926 r. – zimowe[2].